# D’Angelo Dinero
Elijah Samuel Burke (* 11. April 1978 in Jacksonville, Florida), besser bekannt unter seinem Ringnamen D’Angelo Dinero, ist ein US-amerikanischer Wrestler.

## Karriere

### World Wrestling Entertainment
Im Jahr 2004 unterschrieb Burke einen Entwicklungsvertrag bei World Wrestling Entertainment. Dort wurde er zuerst bei Ohio Valley Wrestling (OVW) eingesetzt, wo er am 24. März 2004 debütierte. Bei OVW durfte Burke bereits am 8. Dezember 2004 den lokalen Schwergewichtstitel erringen und bis April 2005 halten. Dann gab er den Titel an Matt Morgan ab.
Am 31. Juli 2006 debütierte Burke beim TV-Format SmackDown und bereits im Dezember des gleichen Jahres wurde er zur reaktivierten ECW abgestellt. Diese bildet nun ein weiteres TV-Format und dort bildete Burke mit Sylvester Terkay ein Tag-Team. Beide traten erstmals am 28. November 2006 gegen Team Extreme auf. Doch bereits am 18. Januar 2007 entließ die WWE Terkay, da dieser die Erwartungen nicht erfüllte und nicht wie geplant beim Publikum ankam. So trat Burke erneut im Einzelbereich an.
Gegen Ende 2007 hatte Burke ein kurzes Fehdenprogramm mit Batista, dem damaligen World-Heavyweight-Champion und fast gleichzeitig bildete Burke mit Shelton Benjamin ein Tag-Team. Mit diesem trat er im Mai 2008 bei SmackDown auf. Am 27. Mai 2008 bestritt Burke sein letztes Match bei der WWE und wurde danach nicht mehr eingesetzt. Am 10. November 2008 wurde Burke aus seinem laufenden Vertrag entlassen.

### Total Nonstop Action Wrestling
Nach seiner Entlassung bestritt Burke am 13. Dezember 2008 sein erstes Match in der US-amerikanischen unabhängigen Wrestlingszene bei World Wrestling Council, wo er gegen Sabu und Steve Corino antrat.
Am 27. Mai 2009 bestritt Burke ein Dark-Match gegen Shawn Spears bei Total Nonstop Action Wrestling (TNA). Burke wusste dort zu überzeugen und bekam einen Standardvertrag.
Am 16. August 2009 bei TNA Hard Justice 2009 gab Burke unter seinem neuen Ring-Namen D’Angelo Dinero sein offizielles TNA-Debüt. Mitte Oktober 2009 wurde Burke kurzfristig wegen eines familiären Notfalles aus den Storylines geschrieben und trat nicht mehr in den Shows an.
Im November 2009 kehrte Burke an der Seite von Hernandez und Matt Morgan in das aktuelle Geschehen zurück. Im Februar 2010 gewann er das 8 Card Stud-Turnier und bekam so ein Titelmatch. Am 18. April 2010 bei TNA Lockdown 2010 trat Burke schließlich gegen AJ Styles um den TNAW-World-Heavyweight-Champion-Titel an, konnte diesen allerdings nicht gewinnen.
Nach vereinzelten Fehden war Burke ab August 2012 nicht mehr im TV zu sehen. Er verließ TNA nach Auslaufen seines Vertrages am 1. Januar 2013.

## Erfolge

### Titel
- Ohio Valley Wrestling

- 1× OVW Heavyweight Champion

### Auszeichnungen
- Total Nonstop Action Wrestling

- 8 Card Stud Tournament 2010